# Arroyo Valentín Chico
Der Arroyo Valentín Chico ist ein Fluss in Uruguay.
Er entspringt auf dem Gebiet des Departamento Salto in der Cuchilla de Salto südwestlich des Cerro Tres Cerros bzw. nordnordöstlich des Cerro de Chaga. Von dort verläuft er in nördliche Richtung, unterquert die Ruta 31 kurz bevor er westlich den Cerro Fortaleza bzw. den Ort Rincón de Valentín passiert. Wenige Kilometer vor seiner Mündung fließt er nordöstlich am Cerro de la Glorieta vorbei und trifft auf den Arroyo de las Tunas. Er gehört zum linksseitigen Einzugsgebiet des Río Arapey.